# Касцјуковичи
Касцјуковичи или Кастјуковичи (блр. Касцюковічы; рус. Костюко́вичи) је град на крајњем истоку Републике Белорусије. Административни је центар Касцјуковичког рејона Могиљовској области.
Према процени из 2012. у граду је живело 15.875 становника.
Град је 2008. славио јубилеј 500 година од првог писаног помињања Касцјуковича у древним летописима.

## Историја
Насеље кастјуковичи се први пут помиње у летописима из 1508. као старо словенско насеље.
Током 16. века Касцјуковичи су били познати као трговачко насеље. Године 1772. постају саставни део Руске Империје.
Средином XIX века насеље је имало 1.650 житеља и 310 домаћинстава. У њему је постојала и православна црква, синагога, те трогодишња окружна парохијска школа. Постојале су и бројне занатске радионице (посебно столарске, керамичарске и грнчарске).
Касцјуковичи су административно уређени као град од 1938. године.

## Становништво
Према процени, у граду је 2012. живело 15.875 становника.
| 1979. | 1989.  | 1999.  | 2009.  | 2012.  |
| ----- | ------ | ------ | ------ | ------ |
| 9.214 | 13.235 | 13.235 | 15.993 | 15.875 |